# Герб Згурівського району
Герб Згу́рівського райо́ну — символ самоврядування колишнього Згурівського району Київської області.

## Опис герба
Великий герб Згурівського району — у золотому полі запорізький козак у синьому кунтуші із червоною підбивкою, у червоному жупані, шароварах, чоботях, із срібним колчаном, із срібними стрілами, що тримає правою рукою срібний лук. У клейноді — червоними стрілами з обох боків поперек пробита срібна мурована вежа. Щит оточений вінком із зеленим листям колосків жита, що перевиті червоною стрічкою із написом срібними літерами «ЗГУРІВСЬКИЙ РАЙОН».